# Kőbányai János
Kőbányai János (Budapest, 1951. augusztus 25. –) magyar író, szerkesztő, szociográfus, fotóművész.

## Életpályája
Szülei: Kőbányai György és Jeret Klára. 1970–1975 között az ELTE JTK hallgatója volt. 1975–1976 között gyámügyi ifjúsági előadó volt. 1976–1978 között üzemi jogászként dolgozott. 1978 óta szabadfoglalkozású író. 1988 óta a Múlt és Jövő című zsidó kulturális folyóirat főszerkesztője. 1990–1992 között a jeruzsálemi Héber Egyetemen tanult.

## Munkássága
Antológiákat szerkeszt; esszéi, riportjai, szociográfiái 1973 óta jelennek meg. Tárgykörei: a beat, a társadalom peremén élők „csövesek” gondjai, valamint a zsidó identitás, kultúra kérdései. Dokumentumfilmek, tévéfilmek forgatókönyvét írta, több fotókiállítása is volt.

## Fotókiállításai
- Beatünnep (1979)
- Nemzedék a margón (1982)
- Halljad Izrael (1985)
- Magyar Izrael most (1986)
- Fedezd fel Izraelt! (1990)

## Művei
- A margón (szociográfiák, 1986)
- Beatünnep után (esszék, riportok, fotók, 1986)
- Magyar siratófal (esszék, 1990)
- Fedezd fel Izraelt! (útikönyv, 1990)
- Jeruzsálemi évtized (esszék, riportok, 1994)
- El. Emlékek a beat-korszakból; Pelikán, Bp., 1995
- Szarajevói jelentés (szociográfia, 1996)
- Riport (1997)
- Balkáni krónika. Szarajevói jelentés háborúban és békében (1998)
- Légy áldott (exodusregény, 1998)
- Bicikliző majom (Heller Ágnessel, 1998)
- Budapesti aggadák. Novellaantológia. Holocaust utáni próza; összeáll., utószó, jegyz. Kőbányai János; Múlt és Jövő, Bp., 1999
- "Minden hiábavalóság...". Novellaantológia száz év zsidó prózájából, 1848-1948; összeáll., utószó, jegyz. Kőbányai János; Múlt és Jövő, Bp., 1999
- Hagyományszakadás után (1999)
- Az apokalipszis aggadája. Ámos Imre és kora; Múlt és Jövő, Bp., 1999
- Zsidó szellem ma. Interjúk; Múlt és Jövő, Bp., 1999
- Zsidó reformkor (összeállította, 2000)
- A zsidóság útja. Esszék, 1848-1948; összeáll., utószó, jegyz. Kőbányai János; Múlt és Jövő, Bp., 2000
- Jeruzsálemi évezred (2001)
- A halott arcán növekvő szakáll. A magyar zsidó történet vége?; Múlt és Jövő, Bp., 2001
- Jób díja. Háttér és recepció (2003)
- Kertésznapló (2003)
- Az ember mélye. Írások Kertész Imréről a Múlt és Jövőben; összeáll. Kőbányai János; Múlt és Jövő, Bp., 2003
- Az út szélén; összeáll. Kőbányai János, Múlt és Jövő, Bp., 2004 (Holokauszt-életek)
- A holokauszt mint elbeszélés (2005)
- Az apokalipszis képköltője – Ámos Imre (2005)
- Izraeli szellem ma, 2000-2010. Kőbányai János interjúi; Múlt és Jövő, Bp., 2010
- Az elbeszélhetetlen elbeszélés. Az első világháború a magyar irodalomban; Múlt és Jövő, Bp., 2012
- A magyar-zsidó irodalom története. Kivirágzás és kiszántás; Múlt és Jövő, Bp., 2012
- Balkáni krónika. Szarajevói jelentés. Háborúban és békében; Múlt és Jövő, Bp., 2013
- Emlékek a beat-korszakból; Múlt és Jövő, Bp., 2014
- A nem cselekvés bűntudata. Nem zsidók zsidókról. Kőbányai János interjúi; Múlt és Jövő, Bp., 2014
- Szétszálazás és újraszövés. A Mult és Jövő, a Nyugat és a modern zsidó kultúra megteremtése; Osiris, Bp., 2014
- Két évszázad magyar-zsidó költészete; összeáll. Kőbányai János; Múlt és Jövő, Bp., 2015–
  - 1. Kivirágzás, 1840–1919
- Izrael. A megroppant világrend árnyékában; Múlt és Jövő, Bp., 2015
- Kertésznapló / Saul fia-napló; Múlt és Jövő, Bp., 2016
- Holokauszt-olvasókönyv; összeáll. Kőbányai János; Múlt és Jövő, Bp., 2016
- Izrael az új népvándorlás korában. Naplók, riportok, esszék, interjúk, 1984–2018; Múlt és Jövő, Bp., 2018
- Vonzások és (szín)választások a Magyarország-villamoson. Egy új korszak delelőjén; Múlt és Jövő, Bp., 2018
- Heller Ágnes-ünnep 90; összeáll. Kőbányai János; Múlt és Jövő, Bp., 2019
- Heller Ágnes a Múlt és jövőben. 30, 90; összeáll. Kőbányai János; Múlt és Jövő, Bp., 2019
- A nem Auschwitzban kötött szerződésről. Zsidó rendszerváltás, 1989–2019; Múlt és Jövő, Bp., 2020
- Beat ünnep. Kőbányai János fotói. Műcsarnok, 2020. november 5–2021. január 3.; kurátor Rockenbauer Zoltán; Műcsarnok, Bp., 2020
- Sivatagi nemzedék. Filmregények és novellák; Múlt és Jövő, Bp., 2021
- Koronavírus idején. Naplók és nekrológok; Múlt és Jövő, Bp., 2022
- Beat(korszak)regény; Múlt és Jövő, Bp., 2023

## Filmjei
- Az őszinte szó kevés (1980)
- Sivatagi nemzedék (1990)
- Kövek üzenete (1994)
- Zsidók a 48/49-es szabadságharcban (1999)

## Díjai
- Aszú-díj (1979)
- Móricz Zsigmond-ösztöndíj (1979)
- Soros-ösztöndíj (1996)
- az Év Könyve-jutalom (1996)
- Scheiber Sándor-díj (1997)
- Köztársaság Elnökének Érdemérme (2005)
- Komlós Aladár-díj (2017)